# Phim truyện truyền hình Philippines
Phim truyền hình Philippines (tiếng Tagalog: teleserye; tiếng Anh: Philippine television drama) hay còn gọi là phim bộ Philippines, telenovela Philippines, tiểu thuyết truyền hình Philippines hay P-drama, là một dạng phim truyện nhiều tập được cường điệu hóa trên truyền hình ở Philippines. Thuật ngữ "teleserye" bắt nguồn từ hai từ tiếng Filipino: "tele" là viết tắt của "telebisyón" (truyền hình), và "sérye" (series).
Thể loại teleserye này chia sẻ một số đặc điểm và có cùng nguồn gốc với dòng phim dạng kịch xà phòng cổ điển và telenovela (tiểu thuyết truyền hình), song phim truyền hình Philippines đã tiến triển thành một thể loại với đặc trưng riêng và độc đáo, thường làm ra để phản ánh thực trạng xã hội Philippines một cách chân thực. Phim bộ Philippines được chiếu trong khung giờ vàng, đôi lúc là buổi chiều, năm ngày một tuần. Nó thu hút một lượng khán giả lớn không phân biệt tuổi tác và giới tính, và còn dẫn dắt tỷ lệ quảng cáo cao nhất trong ngành công nghiệp truyền hình Philippines. Các bộ phim kéo dài bất cứ nơi nào từ ba tháng cho đến một năm, hay thậm chí dài hơn, phụ thuộc vào tỷ suất người xem.
Các dạng khác của phim truyền hình Philippines bao gồm "series phim" và "tuyển tập phim", vốn thường được chiếu trên cơ sở hàng tuần. Những bộ phim này còn nhắm tới việc chiếu một số lượng hạn chế các tập phim thường kéo dài trong một mùa phụ thuộc vào tỷ suất xem đài.

## Lịch sử

### Những năm 1950 - 1980
Thể loại kịch xà phòng ở Philippines ra đời từ khi bộ phim Gulong ng Palad (Vòng quay may mắn) lần đầu được phát trên sóng radio vào năm 1949. Dòng phim này sau đó đã mở rộng và bành trướng trên sóng truyền hình vào đầu thập niên 1960. Bộ phim dạng opera xà phòng đầu tiên của Philippines có tên là Hiwaga sa Bahay na Bato (Ngôi nhà đá thần kỳ) năm 1963, do đài ABS-CBN sản xuất. Các bộ phim như Larawan ng Pag-ibig (Bức tranh tình ái), Prinsipe Amante (Hoàng tử Amante) và nhiều bộ phim khác đã nối gót theo ngay sau đó.

### Thập niên 2010
Những bộ phim đã phát sóng tại Việt Nam:
- Trò đùa của số phận / Mara Clara (2011-71 Tập)
- Vũ điệu hoang dã / MariMar (2008-78Tập)
- Người sói vô hình (2008-70 Tập)
- Thiên đường lạc lối / Kung Aagawin Mo ang Langit (2011-46Tập)
- Mãi yêu / Walang Hanggan (2012-94Tập)
- Tình em trong anh / My Girl (Cô em họ bất đắc dĩ) (Phil ver) (2009-35 Tập)
- Nữ hoàng sắc đẹp / Beauty Queen (2009-33 Tập)
- Người cá / Dyesebel (2008-64Tập)
- Huyền thoại Amaya / Amaya (2011)
- Chỉ vì yêu anh
- Mưa mùa hạ/ Pahiram Ng Isang Ina (2011)
- Tiếng yêu muộn màng / Kailan Ba Tama ang Mali? (2017)
- Người chồng thủy chung / My Faithful Husband (2018)
- Tiên cá song sinh / Kambal Sirena (2016)
- Vì sao đưa anh tới (phiên bản Philippins) (2019)
- Sóng gió cuộc tình / Juan Happy Love Story (2019)
- Sự trả thù ngọt ngào / Misibis Bay (2013)
- Vén màn bí mật (2014)
- Cuộc chiến thừa kế / Anna Karenina (2014)
- Chỉ yêu mình em / Ikaw Ang Lahat Sa Akin (2010)
- Magdalena (2015)
- Cô chủ nhỏ đáng yêu / With a Smile (2014)
- Kế hoạch hoàn hảo / Akin Pa Rin ang Bukas (2013)
- Trái tim vàng / Basahang Ginto (2013)
- Người vợ mạo danh / Precious Hearts Romances Presents: Impostor (2010)
- Hận tình không quên / Carmela (2015)
- Mặt nạ hoa hồng / Temptation of Wife (2012)
- Trò chơi tình ái / The Legal Wife (2014)
- Mãi mãi bên em / Prinsesa ng Buhay Ko (2013)
- Cạn dòng nước mắt / Isang Dakot Na Luha (2011)
- Trò chơi ái tình / Ngayon at Kailanman (2014)
- Got to Believe / Hãy tin em thêm lần nữa (2013)
- Đổi mặt / Mundo Mo'y Akin (2013)
- Ảo mộng / Kaya Kong Abutin ang Langit (2012)
- Vợ và người tình / My Lover, My Wife (2009)
- Vợ mượn / The Borrowed Wife (2015)
- Giữ lấy tình yêu / Second Chances (2017)
- Kế hoạch hoàn hảo / Akin Pa Rin ang Bukas (2013)
- Đối thủ / Magkaribal (2011)
- Hai người vợ / Ang Dalawang Mrs. Real (2016)
- Quan hệ nguy hiểm / Ang Babaeng Hinugot sa Aking Tadyang (2009)
- Bí ẩn của sắc đẹp / Blusang Itim (2010)
- Chỉ vì anh / Because of You (2017)
- Trái tim bé bỏng  / Be Careful with My Heart P1,2,3 (2013)
- Hẹn ước tình yêu / Pangako Sa 'Yo (2015)
- Thiên đường tình yêu / Paraiso Ko'y Ikaw (2017)
- Mối tình thuở ấy / Once Upon a Kiss (2017)
- Người bạn ma / My BFF (2017)
- Ngoại tình / Faithfully (2013)
- Gia tộc nổi sóng / Legacy (2012)
- Biển tình ngang trái / Tayong Dalawa
- Những đoá hồng gai / Mga Nagbabagang Bulaklak
- Ác mộng hôn nhân / Huwag Ka Lang Mawawala
- Chuyện tình thảo nguyên / Makapiling Kang Muli
- Bóng ma trong gia tộc / La Vendetta
- Âm mưu và sắc đẹp / Gumapang Ka sa Lusak
- Dòng đời lưu lạc / Mga Basang Sisiw
- Người tình của chồng tôi / My Husband Lover
- Hạnh phúc đánh đổi / Magkano Ba ang Pag-ibig?
- Bí mật trước bình minh / Bukas na Lang Kita Mamahalin
- Thiên thần lạc giới / Adarna
- Khát vọng đêm trăng / Moon of Desire
- Lời nguyền khủng khiếp / Ang Lihim ni Annasandra
- Ngọn lửa trái tim / Kahit Puso'y Masugatan
- Cậu bé thiên thần / Niño
- Chiếc mũi đỏ / Honesto
- Cô gái đến từ đại dương (ABS-CBN) (Remake phiên bản Người cá 2008 của GMA-Network)
- Lối rẽ cho tình yêu / Ikaw Lamang
- Mối tình đầu / First Time
- Tình trong khoảnh khắc / Pahiram ng Sandali
- Viết tiếp yêu thương / Dapat Ka Bang Mahalin?
- Vị đắng cuộc tình / Maghihintay Pa Rin
- Tình cô gái rắn / Kakambal ni Eliana
- Sao đổi ngôi / The Good Daughter
- Stairway to Heaven / Thiên đường vắng em
- Cho một tình yêu / One True Love
- Vì yêu
- Tình trong giông bão / Apoy sa Dagat
- Khúc tình ca cho anh / Kahit Nasaan Ka Man
- Định mệnh tội lỗi / Muling Buksan ang Puso
- Vì đó là em / Sana ay Ikaw na Nga
- Tình yêu và lừa dối / Love & Lies
- Định mệnh anh và em / Kung Ako'y Iiwan Mo
- Em là định mệnh của đời anh / My Destiny
- Oan hồn ký túc xá / Dormitoryo
- Ký ức tình yêu / Hiram na Alaala
- Tình sâu hơn hận / Pasión de Amor
- Đoá hoa hoang dại / Wildflower
- Trái tim vay mượn / Hiram na Puso
- Nụ hôn bị đánh mất / Kasalanan Bang Ibigin Ka?
- Con gái của chồng tôi / Buena Familia
- Sóng tình đảo thiên đường / Paraiso
- Tình yêu vô hình / Unforgettable
- Hận thù in dấu / Rhodora X
- Giọt lệ cứu mạng / Pure Love (remake 49 ngày)
- Tình yêu còn mãi / Yesterday's Bride
- Những đứa con ngoài giá thú / Pamilya Roces
- Mặt nạ anh hùng / Alyas Robin Hood
- Mái ấm yêu thương / Strawberry Lane
- Chiếc vòng huyền bí / Innamorata
- Truy tìm công lý / Sana Bukas pa ang Kahapon
- Cánh cung tình yêu / Pinulot Ka Lang sa Lupa
- Không thể chia ly / Magpahanggang Wakas
- Kẻ phụ tình / Sinungaling Mong Puso
- Mật mã song sinh / Ang Probinsyano
- Sắc đẹp tội lỗi / Beautiful Strangers
- Mắt lửa / Pyra: Babaeng Apoy
- Cho đến ngày gặp lại / Hanggang Makita Kang Muli
- Siêu bão (2014)
- Khi ta bên nhau / Una Kang Naging Akin
- Trái tim định mệnh / Dahil May Isang Ikaw
- Chân trời có em (Trái tim mùa thu bản Philippin)
- Người tình bí ẩn / My Beloved
- Kẻ tội đồ thánh thiện / Sinner or Saint
- Người thừa kế (Cửa tử hắc ám) / Kadenang Ginto